# Pygmaleptostylus pygmaeus
Pygmaleptostylus pygmaeus är en skalbaggsart som först beskrevs av Fisher 1926.  Pygmaleptostylus pygmaeus ingår i släktet Pygmaleptostylus och familjen långhorningar.
Artens utbredningsområde är Kuba. Inga underarter finns listade i Catalogue of Life.